# Morgan Stoddart
Pour les articles homonymes, voir Stoddart.
Pas d'image ? Cliquez ici

a Compétitions nationales et continentales officielles uniquement.

b Matchs officiels uniquement.
Dernière mise à jour le 12 juillet 2023.
Morgan Stoddart, né le 23 septembre 1984 à Trealaw (Pays de Galles), est un joueur international gallois de rugby à XV, évoluant au poste d'arrière ou d'ailier (1,86 m pour 93 kg). Il joue avec le club des Llanelli Scarlets. 

## Biographie

### Carrière de joueur
Il joue avec les Llanelli Scarlets en Coupe d'Europe et en Celtic League.
Il connaît une première cape avec l'équipe du pays de Galles le 24 novembre 2007 contre le Afrique du Sud, puis en juin 2008 contre les mêmes adversaires et en novembre 2008 contre le Canada. Sélectionné pour la Coupe du monde 2011, il se blesse grièvement (fracture de la jambe gauche) le 6 août 2011, lors d'un test-match de préparation face à l'Angleterre à Twickenham (23-19).
Son retour sur les terrains après plus d'un an de rééducation, en octobre 2012, est de courte durée : il est contraint par les douleurs persistantes dans ses jambes de mettre un terme à sa carrière en janvier 2013, à l'âge de 28 ans.

### Carrière d'entraîneur
Lors de l'été 2013, il devient entraîneur du club gallois de Cross Keys RFC.
À partir de 2021, il prend également en charge l'attaque et les arrières de l'équipe de Pologne.

## Palmarès

### Équipe nationale
- 8 sélections pour le pays de Galles entre 2007 et 2011
- 5 essais
- Sélections par année : 1 en 2007, 2 en 2008, 5 en 2011
- Tournoi des Six Nations disputé : 2011